# آیت اویخالفن
ایت اویخالفن (به فرانسوی: Ait Ouikhalfen) یک منطقهٔ مسکونی در مراکش است که در مکناس تافیلالت واقع شده‌است.

## خصوصیات
ایت اویخالفن ۴٬۳۰۳ نفر جمعیت دارد.